# Guerra di Siena
(Cosimo I de' Medici, signore di Firenze, in seguito alla firma del trattato di pace di Cateau-Cambrésis del 1559)
Con guerra di Siena si intende il conflitto, inquadrato all'interno delle guerre d'Italia franco-spagnole, combattuto tra il 1552 ed il 1559 per il controllo della Repubblica di Siena.

## Contesto geopolitico
Il territorio della Repubblica di Siena costituiva un nucleo tradizionalmente repubblicano incuneato tra lo Stato Vaticano ed il Ducato di Firenze che, col tempo, andò diventando estremamente particolare nell'orizzonte politico internazionale, costituendo allo stesso tempo sia un pericolo ideologico per le aristocrazie che un'opportunità di infeudamento per nobili senza domini. Opportunità che, in particolare, tentarono di coltivare vari papi: Paolo III, che cercò di installarvi Pier Luigi Farnese, Giulio III, con Fabiano del Monte e Paolo IV con Carlo Carafa.
Il pericolo, poi rivelatosi fatale, arrivò però dalle mire di Cosimo de' Medici, diventato nel 1537 duca di Firenze, per il quale Siena costituiva una forte minaccia a causa della calda accoglienza qui riservata nei secoli ai fuoriusciti fiorentini, oltreché la pressoché unica via d'espansione territoriale praticabile, specialmente dopo la caduta di Piombino nella sfera d'influenza spagnola (1545).
In questo contesto difficile Siena si era destreggiata abilmente per secoli, fino a quando l'instabilità politica che la caratterizzò nella prima metà del Cinquecento - dopo la fine dell'effimera signoria di fatto dei Petrucci - unita alle debolezze intrinseche di una popolazione numericamente bassa rispetto agli avversari ed un territorio di difficile industrializzazione per la carenza di corsi d'acqua, dette modo alle potenze straniere di aggredirla con maggior facilità.

## Antefatto storico
Nella città di Firenze, con l'insediamento del duca Alessandro de' Medici (1532-1537), si manifestò un aspro conflitto per il primato politico della città. La nomina di Alessandro sostenuta da papa Clemente VII e dall'imperatore Carlo V di Spagna, suocero di Alessandro, fu osteggiata dalla famiglia Strozzi, depositaria di un immenso patrimonio abilmente accumulato. La reazione minacciosa del duca Alessandro costrinse all'esilio volontario Filippo Strozzi ed il figlio Piero.
L'assassinio del duca Alessandro nel 1537 e la successiva elezione di Cosimo I, figlio del condottiero Giovanni delle Bande Nere, sembrò a Filippo Strozzi l'occasione opportuna per rovesciare il governo del giovane duca. In quel periodo la famiglia Strozzi aveva trovato rifugio in Francia, presso la corte di Enrico II e Caterina de' Medici, nipote di Clemente VII, avversaria implacabile di Cosimo. La rappresaglia strozzesca sotto bandiera francese, condotta da Filippo insieme agli esuli fiorentini, ebbe un esito disastroso e terminò nell'agosto del 1537 con la sconfitta nella battaglia di Montemurlo, nella quale lo Strozzi stesso fu fatto prigioniero per poi morire suicida nella Fortezza da Basso.. Il figlio Piero, capitano di ventura, venne poi assoldato nel 1551 dalla corte di Enrico II e Caterina, al fine di ricondurre in patria gli emigrati fiorentini cacciati dal duca Cosimo. Nell'assolvimento del mandato, Piero si distinse particolarmente insieme a Ludovico II Pico sconfiggendo le schiaccianti milizie papali nella battaglia di Parma e nell'Assedio della Mirandola (1551), guadagnandosi il titolo di "Primo Generale" italiano.
All'inizio degli anni quaranta del Cinquecento, con un'Europa già sconvolta ed un'Italia devastata da cinquant'anni di guerre per la supremazia tra spagnoli e francesi, l'attenzione si rivolge alla Toscana. Carlo V era interessato a mantenere il controllo della regione, considerata di rilevante importanza strategica per gli approdi marittimi dell'arcipelago toscano, le ricchezze minerarie e per l'organizzazione finanziaria dei banchieri fiorentini e senesi, che esercitavano un ruolo dominante nel sistema bancario europeo. La Francia di Caterina de' Medici era desiderosa di riprendere un ruolo politico nel territorio italiano e la capacità di contrastarvi la supremazia spagnola. A Firenze il duca Cosimo, esautorato il Senato dei Quarantotto, esercitava il potere assoluto forte della presenza spagnola nella regione, corroborato dal matrimonio contratto con Eleonora, figlia di Don Pedro di Toledo, Viceré spagnolo del Regno di Napoli. A Cosimo, per raggiungere il dominio in tutta la Toscana, rimaneva la difficile impresa di sottomettere l'irriducibile Repubblica di Siena.
Fu quindi in questo quadro, approfittando dell'instabilità politica senese succeduta al mancato consolidamento della Signoria dei Petrucci, che gli spagnoli tentarono di costituire nel 1540 un protettorato su Siena, stabilendovi una guarnigione militare di 3 000 soldati. Successivamente (1548), per fiaccare lo spirito di libertà della cittadinanza senese - che preoccupava molto Carlo V e si era concluso più volte con episodi d'insubordinazione contro il regime spagnolo - l'imperatore inviò al comando della guarnigione don Diego Hurtado de Mendoza per controllare la politica ostile della Repubblica e ricondurla all'obbedienza. Mendoza creò magistrature a lui gradite, si fece eleggere Capitano del Popolo, rinforzò il presidio militare e dette il via all'edificazione della cosiddetta Cittadella, una fortezza militare di nuova generazione per il tempo, presso Porta Camollia. La costruzione del fortilizio in particolare, segno tangibile e visibile dell'occupazione, diventò il motivo scatenante dello scoppio delle ostilità.

## Svolgimento

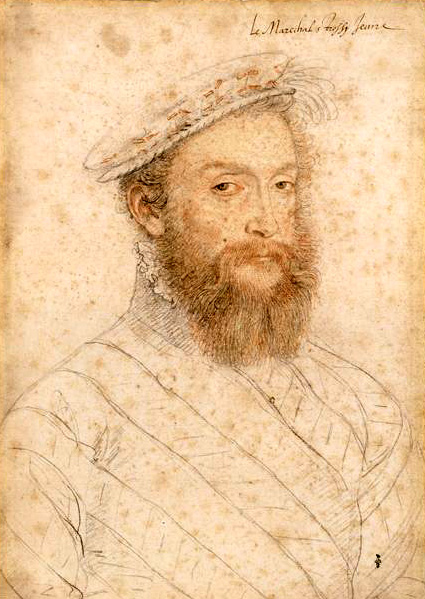
Piero Strozzi

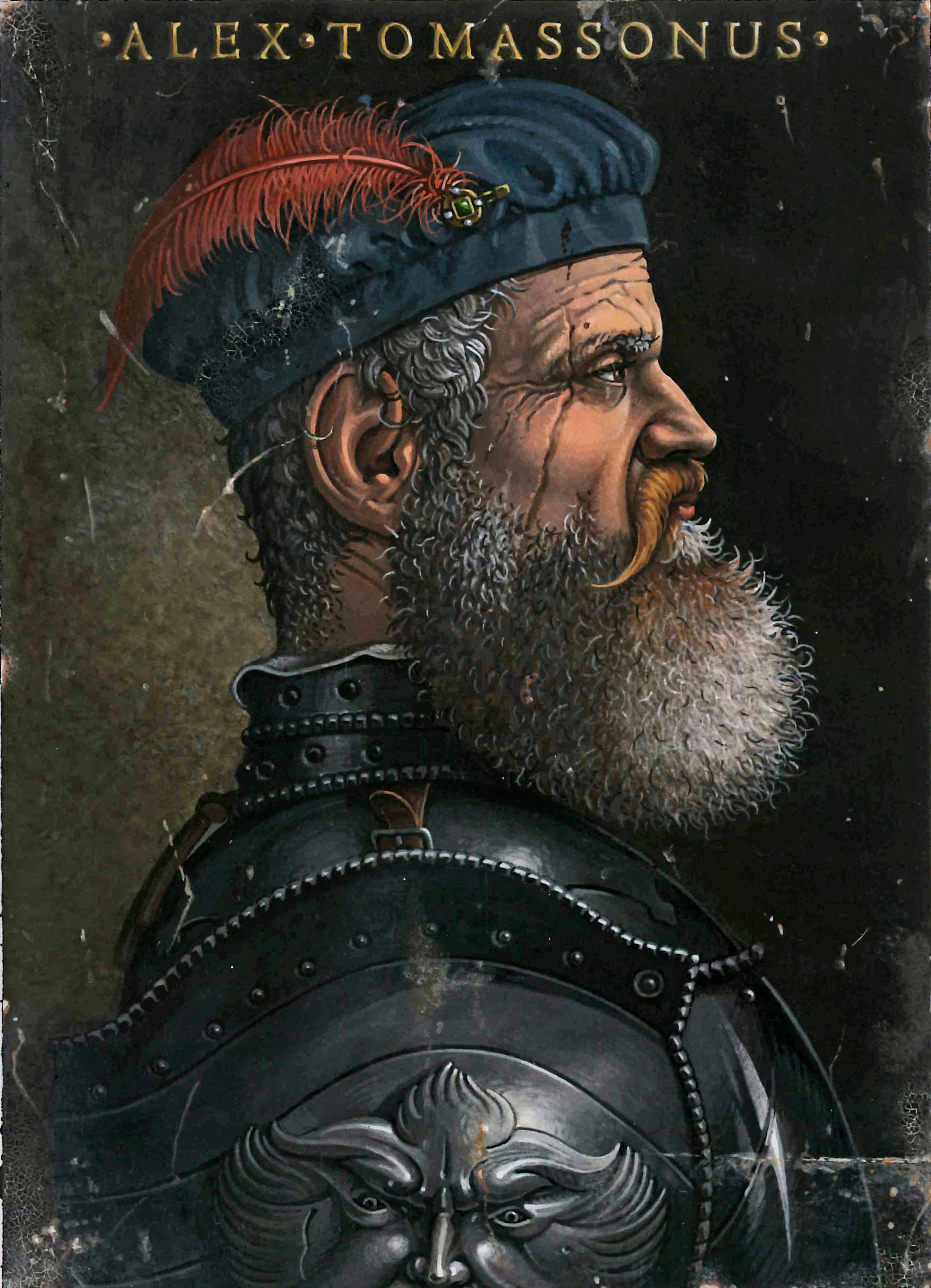
Alessandro da Terni

### L'insurrezione senese
Sebbene fossero state inviate una serie di suppliche all'imperatore per scongiurare la costruzione del forte, gli spagnoli non recessero dal loro proposito, spingendo i senesi a rivolgersi a Enrico II di Francia, con il quale strinsero un patto segreto anti-spagnolo.
Il 26 luglio 1552 un esercito di tremila soldati forniti dal Regno di Francia, capeggiato dai fuoriusciti senesi Enea Piccolomini e Amerigo Amerighi, giunse alle porte della città. Il giorno successivo il popolo si sollevò contro l'occupazione spagnola ed aprì di forza le porte delle mura di Siena, cacciando i soldati imperiali all'interno della Cittadella. Seguì una mediazione di Cosimo de' Medici che, ritirando le proprie truppe inizialmente inviate in supporto agli spagnoli, si impegnò a pacificare la situazione ottenendo la concessione di permettere agli spagnoli di ritirarsi a Firenze il 3 agosto. Il giorno stesso i senesi iniziarono la demolizione della Cittadella.
Venne quindi stipulato un trattato tra Regno di Francia e Repubblica di Siena, mediante il quale i francesi si impegnavano a difenderla, ed Enrico II promise l'invio di un esercito di rinforzo completo di armi, munizionamenti e logistica.

### La reazione imperiale

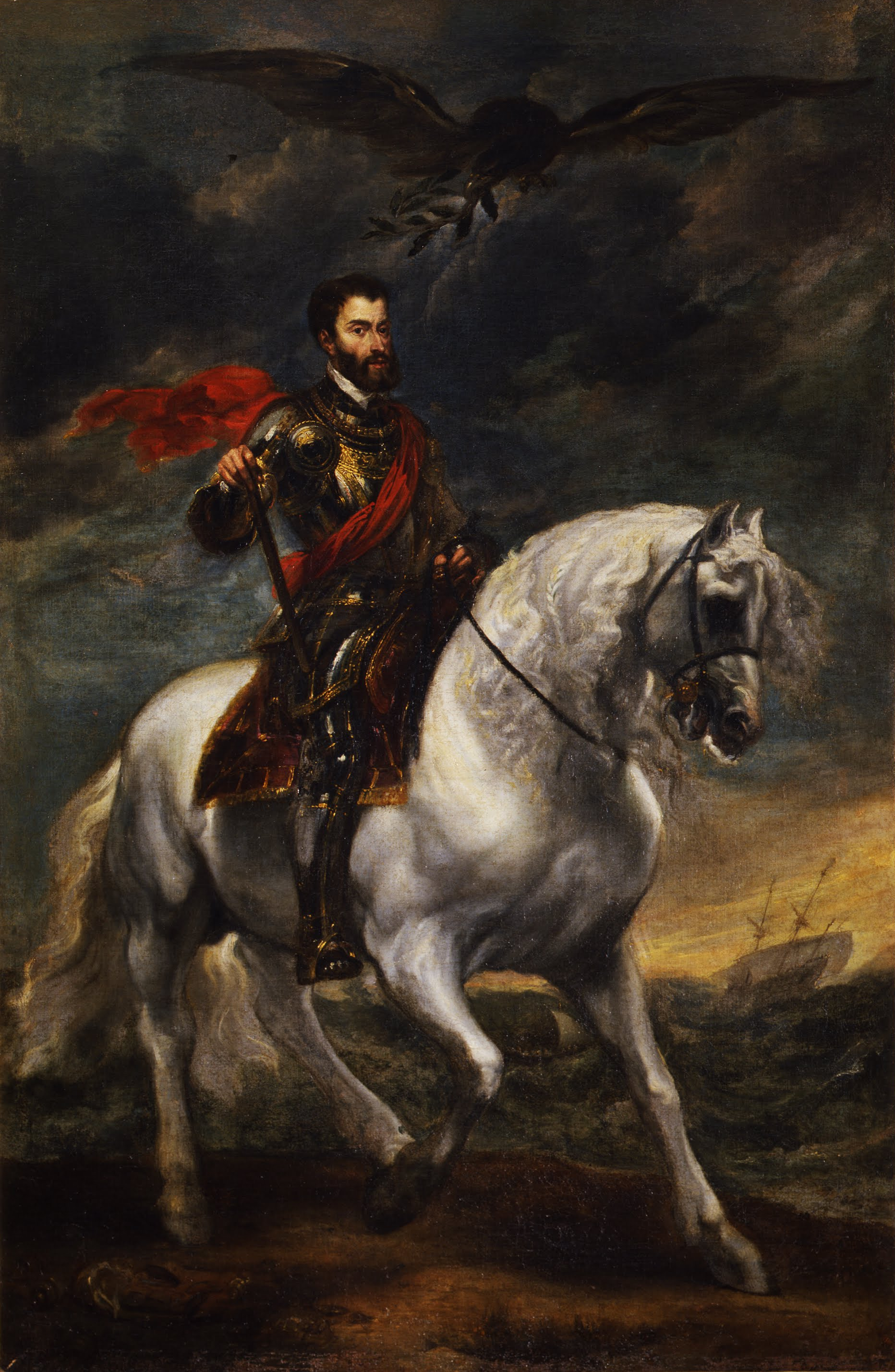
Carlo V dipinto da Anthony van Dyck

Nei mesi successivi, con la risoluzione della guerra di Smalcalda e dei conflitti in corso con la Lega di Smalcalda ed i principi protestanti tedeschi, Carlo V cominciò a preparare la propria vendetta verso Siena. All'inizio del 1553 affidò a García Álvarez de Toledo y Osorio, viceré di Sicilia e cognato di Cosimo, le operazioni militari, che cominciarono a febbraio. García de Toledo, con un contingente di 16 000 soldati (6 000 spagnoli, 8 000 italiani e 2 000 tedeschi) invase la Repubblica di Siena conquistando Lucignano, Montefollonico e Pienza. Nel febbraio 1553, il contingente pose assedio a Monticchiello, che terminò il 17 marzo, dopo eroica resistenza, con la conquista del piccolo borgo. Dopo Monticchiello, toccò a Montalcino, che fu posto sotto assedio il 27 marzo; ma al García le cose non andarono affatto bene: i montalcinesi opposero al nemico un'eroica resistenza, comportando numerose perdite tra i nemici, e dopo 80 giorni, il 15 giugno, l'esercito ispano-fiorentino dovette ritirarsi. Il García fu, inoltre, costretto ad interrompere la campagna a causa dell'intervento dell'Impero ottomano, alleato del Regno di Francia, che attaccò il Regno di Napoli ed invase la Corsica appartenente alla Repubblica di Genova.
Alla fine dell'anno 1553, ancora al servizio del Regno di Francia, Piero ed il fratello Leone furono inviati in Toscana per contrastare le mire espansionistiche del duca Cosimo e per organizzare la difesa della Repubblica di Siena. Le ostilità ripresero quindi l'anno successivo con lo schieramento franco-senese affidato allo Strozzi, adesso maresciallo di Francia e luogotenente del re in Italia, e quello ispanico-fiorentino guidato da Gian Giacomo Medici detto il Marignano.
Il 26 gennaio 1554 quest'ultimo dette ordine di concentrare su Poggibonsi tutte le truppe richiamate dal duca, dividendole in tre formazioni: quella principale, comandata da lui stesso, con il compito di assediare Siena con un contingente iniziale di 4 000 soldati e 300 cavalieri; una agli ordini di Federigo da Montauto con obbiettivo Grosseto e la Maremma; ed una al comando di Ridolfo Baglioni da dirigere verso Chiusi.
Gian Giacomo lasciato l'accampamento di Poggibonsi, con un'improvvisa manovra notturna, si portò sotto le mura senesi senza riuscire ad espugnare la Cittadella a causa del cattivo tempo invernale. Sul finire del mese di gennaio 1554 Siena venne quindi posta sotto assedio dalla maggior parte del suo esercito, sperando di poterla prendere per fame ed accrescendone l'entità grazie all'afflusso continuo di rinforzi spagnoli, mentre altri reparti fecero scempio dei castelli circostanti e delle campagne, facendo terra bruciata ed impiccando soldati e civili di tutte le comunità che non si fossero arrese immediatamente al suo passaggio. Per primo cadde il Castello dell'Aiolfa, cui seguirono una decina di fortezze che caddero una dopo l'altra sotto il preponderante schieramento avversario.

### La battaglia di Chiusi

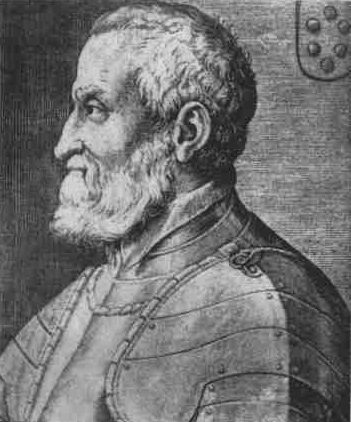
Il marchese di Marignano

Sorte diversa capitò all'esercito impegnato nella battaglia di Chiusi. Nei primi mesi del 1554, durante l'assedio di Siena, milizie spagnole si diressero nel territorio sud-orientale della Repubblica con l'obbiettivo di espugnare le agguerrite fortezze senesi e di bloccare le vie di rifornimento della città assediata.
Dopo aver messo a ferro e fuoco la Val di Chiana, prendendo Sinalunga e Torrita, il Baglioni si congiunse a Montepulciano con Ascanio della Corgna, signore di Castiglion del Lago, ed i suoi mercenari perugini assoldati da Cosimo, contando a questo punto 2 800 fanti e 400 cavalieri. La colonna si diresse perciò verso sud, per bloccare i passaggi della Chiana nei ponti di Valiano, che venne munito di un bastione custodito da guardie armate, e di Chiusi.
Il Baglioni tentò un primo assalto alla fortezza di Chiusi con esito fallimentare. Cambiando approccio, concluse un accordo con uno dei comandanti della fortezza, Santaccio da Pistoia, promettendogli la revoca dell'esilio dalla città patria ed il rientro delle proprietà confiscategli dai Medici, che simulò il tradimento. Durante la notte del Venerdì santo, gli invasori levarono il campo da Gracciano e si avvicinarono furtivamente a Chiusi, aspettando inutilmente il segnale convenuto fin quasi all'alba. Inviarono quindi una pattuglia in avanscoperta, che trovò una delle porte cittadine aperta, ma anche una spingarda all'entrata, che la falciò completamente. Immediatamente vennero accesi fuochi sui torrioni delle mura, dando il via alla controffensiva: le truppe chiusine, uscendo dalle fortificazioni, attaccarono gli imperiali di fronte, mentre la cavalleria franco-senese avvertita ed arrivata da Siena li travolse dalla boscaglia retrostante. La carneficina fu devastante: solo 400 uomini furono imprigionati, mentre tutti gli altri furono massacrati (compreso il Baglioni), conferendo alla battaglia il nome di Pasqua di sangue chiusina.

### Campagna in Val di Nievole
Piero Strozzi, trovandosi già all'interno delle mura senesi durante l'assedio portato dal Marignano, reagì con prontezza rompendo l'assedio l'11 giugno con 4 000 fanti e 400 cavalieri e dirigendosi in Val di Nievole, dove si ricongiunse con reparti di rinforzo che dal modenese, attraverso le Alpi Apuane, raggiunsero la valle. L'obbiettivo di Piero era quello di marciare con un potente esercito verso Firenze attendendo l'arrivo di rinforzi francesi portati via mare dal fratello Leone. Colpito da un'archibugiata ai piedi della Rocca di Scarlino, Leone morì nei pressi di Castiglione della Pescaia ed il maltempo impedì alle navi l'attracco ai porti tirrenici. Piero fu costretto a mutare strategia: si diresse verso Pistoia, dove si trovava l'accampamento del Marignano, cogliendo di sorpresa il nemico. La situazione del conflitto si era fatta difficile per il Marignano, quando in suo aiuto sopraggiunsero reparti spagnoli e tedeschi, che costrinsero le milizie dello Strozzi alla ritirata entro le mura di Siena, nuovamente accerchiata dal Marignano con un imponente esercito di 24 000 soldati.

### Le scorrerie nel fiorentino
Sebbene la grave sconfitta di Chiusi avesse provocato imbarazzanti ripercussioni al duca Cosimo nei confronti dell'imperatore Carlo V, i senesi continuavano a trovarsi in difficoltà a causa del numero soverchiante degli imperiali. Inoltre a causa delle scorrerie del Marignano, i senesi si trovarono sempre più in carenza di uomini, armi e soprattutto vettovagliamenti. Mancanze in parte sopperite nel giugno del 1554, quando Strozzi uscì da Siena alla testa di 6 000 uomini, per andare incontro nel lucchese a rinforzi francesi comandati da Biagio di Montluc in arrivo via Pontremoli, deviando poi su Viareggio.
Con questi rinforzi, lo Strozzi tentò di alleggerire la pressione su Siena obbligando il Marignano a togliere l'assedio: intraprese perciò una serie di attacchi nel Val d'Arno, occupando tra l'altro Marciano della Chiana e Oliveto, facendo in modo di non ingaggiare una battaglia campale con gli avversari, data la differenza numerica tra i due fronti. Per due mesi riuscì a sfuggire al nemico ma, ad inizio agosto, venne infine costretto al combattimento.

### La battaglia di Scannagallo
Il 2 agosto 1554, lo Strozzi venne costretto al combattimento in un'area posta tra Marciano e Pozzo della Chiana. I due eserciti in campo si equivalevano a livello quantitativo - circa 14 000 fanti e 1 000 cavalieri per parte -, ma qualitativamente parlando non vi era paragone: mentre l'esercito franco-senese raccoglieva una schiera eterogenea composta dai due alleati principali con l'aggiunta di milizie corse, ottomane e mercenarie senza vettovagliamento e linee logistiche, la coalizione imperiale contava reparti imperiali spagnoli e tedeschi, inquadrati e compatti proprio in quel periodo conquistatori di un impero mondiale, superiori nelle dotazioni di artiglieria, ben nutriti e pagati.
La battaglia fu subito segnata da un errore tattico dello Strozzi che, facendo arretrare la cavalleria per guadagnare un'altura sperando in un rinvio dell'attacco avversario, ottenne invece un gran fuoco di archibugieri sulle retrovie. La battaglia si prolungò per ore, ma l'errore commesso si fece sentire fin quando i reparti imperiali intercettarono la cavalleria francese in sovrannumero, falcidiandola e mettendo i franco-senesi al muro, decretando la sanguinosa rotta di Scannagallo, nella quale persero circa 4 000 uomini.

### L'assedio di Siena
Pur in condizioni disperate dopo l'annientamento dell'esercito, i senesi riuscirono a resistere per altri otto mesi all'assedio. Questo periodo vide altri momenti di grande coraggio da parte della popolazione, come gli eventi del Fortino delle donne senesi, difeso strenuamente da una milizia di 3 000 donne della città; che valsero a tutti i difensori della libertà della Repubblica gli onori delle armi da parte dei nemici che entrarono vittoriosi in Siena il 17 aprile 1555, data della stipula della capitolazione dopo la resa della città per fame.
I negoziati stabilirono il ritorno di Siena sotto le insegne imperiali, in cambio Carlo V si impegnava a non modificare le magistrature e l'assetto governativo cittadino, a non costruire altre fortezze in città e garantire la libertà tramite una guarnigione mantenuta a sue spese. Inoltre l'imperatore concesse il perdono generale e la possibilità di lasciare la città per chi desiderasse farlo. Questa opportunità venne colta da centinaia di famiglie senesi che, insieme a Biagio di Montluc ed all'esercito sopravvissuto, il 21 aprile partirono per la Val d'Orcia e dettero vita alla Repubblica di Siena riparata in Montalcino, che continuò la resistenza disperata senza arrendersi fino al termine del conflitto continentale.

## Conseguenze
La guerra di Siena terminò senza la sconfitta sul campo per Siena: la Repubblica riparata in Montalcino, l'esercito senese ed il contingente francese rimasero in armi fino al termine del conflitto tra Regno di Francia e Impero spagnolo, sopravvivendo anche alla morte di Carlo V ed all'assunzione al trono di Filippo II.
Nel 1559, dopo 65 anni di conflitti quasi ininterrotti, il trattato di Cateau-Cambrésis pose fine alle guerre d'Italia con la vittoria degli spagnoli, decretando quindi anche la fine dei conflitti in Toscana.
Il Trattato, tra l'altro, stabilì il passaggio dei territori senesi direttamente e personalmente nelle mani di Cosimo de' Medici (e non di Firenze) in qualità di feudo nobile, a causa degli ingenti debiti di cui Filippo II si era fatto portatore nei confronti della casata fiorentina dei Medici e del forte apporto fornito dai Signori di Firenze alla coalizione. L'unica eccezione fu costituita dalla fascia costiera maremmana e, in particolare, dai porti di Orbetello, Talamone, Porto Ercole, Monte Argentario e Porto Santo Stefano, che andarono a formare lo Stato dei Presidi, sotto controllo diretto del viceré di Napoli ed utilizzato dagli spagnoli per controllare i propri protettorati italiani.
Cosimo si trovò quindi ad essere contemporaneamente duca di Siena e duca di Firenze, con titoli indipendenti l'uno dall'altro. La situazione ambigua venne risolta soltanto il decennio successivo (1569) da papa Pio V che, con l'emissione di un'apposita bolla, conferì a Cosimo il titolo di granduca di Toscana, superiore al precedente titolo ducale (ed inferiore solo a quello regale) e latore di dignità sovrana da ogni ingerenza esterna sui territori controllati.
In base a questa nuova organizzazione, il Granducato di Toscana venne formalmente costituito dal Ducato di Firenze (detto lo Stato vecchio) e dal Ducato di Siena (detto lo Stato nuovo), al quale vennero concessi un'amministrazione e magistrature autonome (un duca ed un auditore generale), sebbene gradite ai sovrani regionali.